# Championnat d'Italie de kayak-polo
Le championnat d'Italie de kayak-polo est une compétition de kayak-polo.

## Présentation
(octobre 2015).

## Résultats
| Année | Vainqueur                        |
| ----- | -------------------------------- |
| 1987  | Roma Canoa Polo A.S.             |
| 1988  | C.C. Napoli                      |
| 1989  | Roma Canoa Polo A.S.             |
| 1990  | Roma Canoa Polo A.S.             |
| 1991  | C.C. Napoli                      |
| 1992  | Roma Canoa Polo A.S.             |
| 1993  | A.R.C.I. Borgata Marinara Lerici |
| 1994  | A.R.C.I. Borgata Marinara Lerici |
| 1995  | A.R.C.I. Borgata Marinara Lerici |
| 1996  | A.R.C.I. Borgata Marinara Lerici |
| 1997  | Canottieri Siracusa              |
| 1998  | Pro Scogli Chiavari              |
| 1999  | A.R.C.I. Borgata Marinara Lerici |

| Année | Vainqueur           |
| ----- | ------------------- |
| 2000  | C.C. Palermo        |
| 2001  | C.N. Posillipo      |
| 2002  | C.N. Posillipo      |
| 2003  | Pro Scogli Chiavari |
| 2004  | Pro Scogli Chiavari |
| 2005  | C.N. Posillipo      |
| 2006  | C.N. Posillipo      |
| 2007  | C.N. Posillipo      |
| 2008  | C.N. Posillipo      |
| 2009  | Pro Scogli Chiavari |
| 2010  | Pro Scogli Chiavari |
| 2011  | C.N. Posillipo      |
| 2012  | Pro Scogli Chiavari |